# متنزه خرطم
متنزّه خرطم هو أحد متنزّهات محافظة المذنب ويقع في الجهة الشرقية من المحافظة على ارتفاع 1611884م2. يمتاز متنزّه خرطم بمكانة تاريخية وتراثية بالإضافة إلى أنه يعتبر وجهة ومتنفس سياحي لأهالي المحافظة وحتى لأهالي القصيم. يمتاز المتنزّه أيضاً بأجوائه العليلة خصوصاً في الأوقات الليلية نظراً لارتفاعه.

## سبب التسمية
سمي المتنزّه بهذا الاسم نسبة لجبل خرطم الذي يقع شرق المحافظة.

## التجهيزات
قامت بلدية المحافظة بتقسيم المتنزّه إلى قسم للعوائل وقسم للشباب، بالإضافة إلى جلسات خاصة مجهزة بإنارة وجلسات شواء وإطلالات على المحافظة. قسمي العوائل والشباب عبارة عن مسطحات خضراء مجهزة بمرافق متعددة وألعاب ومحلات وبعض الخدمات الأخرى. توافد الأهالي على المتنزّه جعله مكاناً مناسباً للمشاريع الناشئة مثل عربات الأطعمة أو مشاريع الأسر المنتجة.

## الفعاليات والأنشطة
غالباً في كل إجازة تكون هناك مناسبات وفعاليات وأنشطة في المحافظة، ويكون للمتنزّه نصيب كبير من هذه الفعاليات، فعلى سبيل المثال في حملة «معاً ضد الإرهاب والفكر الضال» شهد المتنزّه تجمهر غفير من أهالي محافظات القصيم بحضور فرقة الصقور الخضر وتنظيم ومشاركة لجنة سياحة المذنب وفريق شباب المذنب.